# Орден Альфонсо X Мудрого
Орден Альфонсо X Мудрого (исп. Orden de Alfonso X el Sabio) — испанский государственный орден, учреждённый декретом каудильо Франсиско Франко от 11 апреля 1939 года как замещение ордена Альфонсо XII.

## Общие сведения и градация
Ордена Альфонсо X Мудрого удостаиваются как граждане Испании, так и иностранцы за выдающиеся заслуги в областях научных исследований, литературы и искусства. Орден имеет три класса, к которым также добавлена медаль. При этом I и II классы также разделены на две степени.
В I класс входят:
- Цепь
- Большой крест

Во II класс входят:
- Старший офицер
- Командор

В III класс входит:
- Рыцарь (Рыцарский крест),

а также медаль Альфонсо X (вне классов).

## Описание
Орден представляет собой золотой, покрытый красной эмалью крест с лилиеподобными окончаниями. На синего цвета эмали медальоне — белая эмалированная надпись по кругу «ALFONSO X EL SABIO REY DE CASTILLA Y DE LÉON» (Альфонсо Х Мудрый, король Кастилии и Леона), внутри которого изображение Альфонсо X со скипетром-соколом в правой и державой в левой руках. На реверсе ордена изображён пурпурный орёл с раскрытыми крыльями, когти которого держат голубой глобус.
Орденская цепь состоит из 11 чёрных эмалированных орлов с раскрытыми крыльями, и из 6 чередующихся букв «А» и 6 римских цифр «Х». 
Большой крест ордена полагается носить на перевязи от правого к левому плечу, также со звездой на груди. Старший офицер и коммандор носят орден на шее, старшие офицеры — также звезду на груди. Рыцарский крест и медаль носятся на ленте на левой стороне груди. 
Орденская лента — красного цвета.

## Иллюстрации

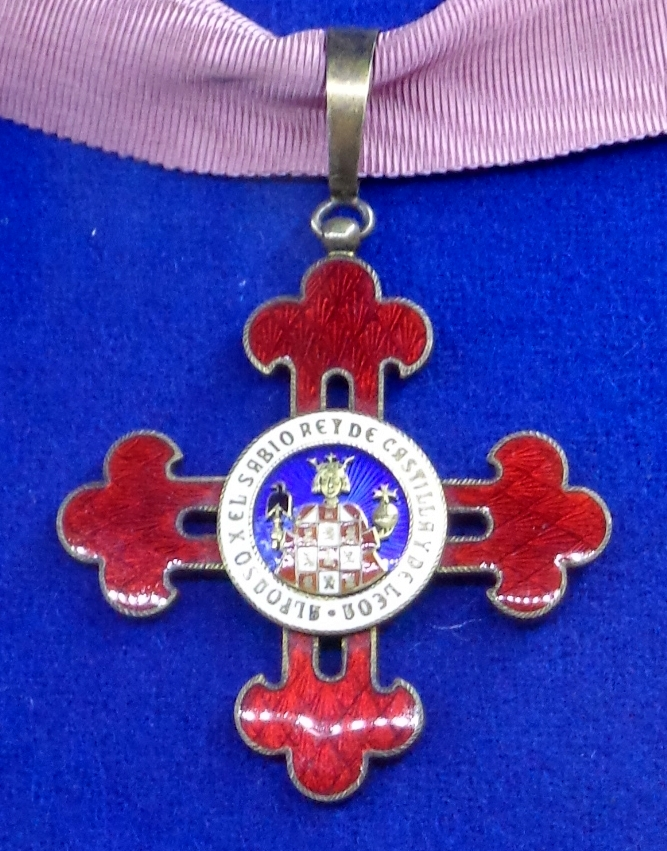
Знак командора
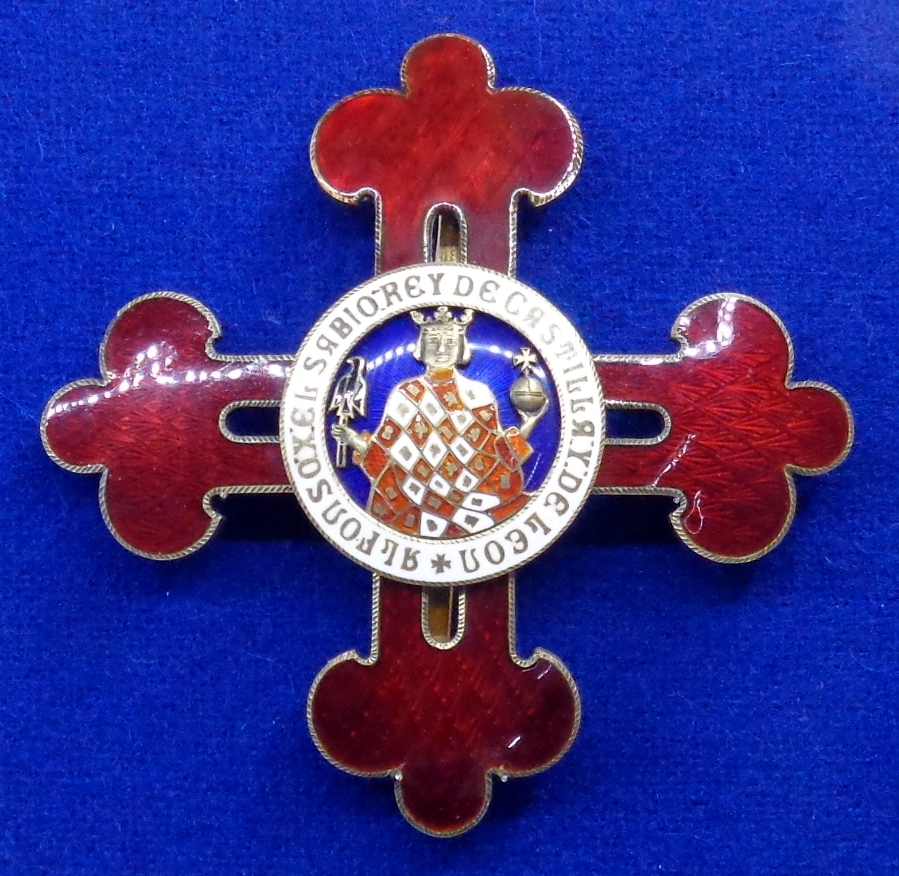
Звезда командора
Цепь ордена
Медаль ордена

## Российские кавалеры ордена
- 24 февраля 2011 года — Дама Большого креста – Марина Полисар — заместитель директора по иностранным языкам московской школы № 1252 им. Сервантеса, заслуженный учитель РФ.